# منطقة أشوك نجر
أشوك نجر رمزها «AS» (بالإنجليزية: Ashok  Nagar)‏ ، هو تقسيم إداري لدولة الهند تتبع ولاية مدية برديش (بالإنجليزية: Madhya  Pradesh)‏ ، مركزها هو مدينة أشوك نجر (بالإنجليزية: Ashok  Nagar)‏ عدد سكانها حسب تعداد سنة 2001 هو 6,88,940 ، مساحتها 4,673.94 كم² وكثافة السكان 147 لكل كم² .